# Rhynchostegium lamasicum
Rhynchostegium lamasicum là một loài Rêu trong họ Brachytheciaceae. Loài này được (Spruce ex Mitt.) Besch. miêu tả khoa học đầu tiên năm 1877.